# 서독 학생운동
1960년대 서독 학생운동(독일어: Westdeutsche Studentenbewegung der 1960er Jahre, 영어: West German student movement) 또는 서독의 68운동(영어: 1968 movement in West Germany)은 1960년대에 권위주의의 타파와 나치 청산을 목적으로 일어난 서독의 학생운동이다.
기존의 목표는 억압적 교육제도, 가부장적 기성질서, 소비사회, 권위주의의 타파가 목표였으나 기민련과 사민당의 연립 정부 구성과 반공주의를 반대파 제거의 이데올로기로 악용했던 서독 정부에 대해 재야와 학생들은 나치 협력자들이 전체 공무원의 60%까지 차지한 상황을 비판하였고 이에 따라 서베를린 쇠네베르크에서 친미 반공 집회가 열리기도 하였다. 좌파와 우파의 갈등이 고조되는 와중에 팔레비 2세의 독일 방문과 그 과정에서 베노 오네조르크가 경찰의 발포로 사망하고 요제프 바흐만에 의해 루디 두치케가 저격당하는 등 좌우 갈등은 폭발했다. 이후 폭력과 테러를 통한 지하노선과 녹색당과 정계 진출로 제도권 내에서 개혁을 시도하려 했던 노선으로 갈리며 각각 사회 전복과 개혁으로 목표가 수정되기도 했다.
프랑스 68운동의 경우 노동자들의 지지를 얻어 샤를 드골의 퇴진과 의회의 해산이라는 성과를 거두었다. 하지만 노동자의 지지를 얻지 못한 독일의 학생운동은 《긴급조치법》으로 지하세력화되었고 폭력과 테러로 체제 전복을 꾀했던 독일 적군파로 나타나게 된다. 독일학생운동은 노동자들의 소극적 참여와 체제 전복이라는 목적 부재로 프랑스와 같은 목표는 이뤄내지 못했으나 이후 68세대들이 녹색당을 통해 환경운동에 참여하고 이후 사민당이 집권하면서 각종 개혁을 진행해 기존 학생운동이 요구했던 목표들을 이뤄내면서 많은 영향을 줬다.

## 배경
2차 세계대전의 종전 이후 미국은 마셜 플랜과 북대서양조약기구를 통해 유럽의 정치 질서를 재편하려 시도했다. 전후 세계 질서가 미국과 소련을 중심으로 하는 냉전 체제로 굳어지자 유럽 국가들은 유럽의 부흥을 위한 전 유럽적 통합을 시도한다. 1952년 유럽석탄철강공동체에서 1957년 유럽경제공동체, 1967년 유럽이 경제뿐만 아니라 정치적이고 군사적으로 통합되어야 한다는 샤를 드골의 주장이 수용되면서 유럽공동체가 출범한다.
패전국이던 독일은 동독과 서독으로 나뉘며 서독의 국시는 반공주의가 되었다. 정치적으로는 공산권과 대립하여 베를린 장벽이 건설되면서 냉전이 고착화되었다. 경제적으로는 1949년부터 1963년까지 14년간 총리로 재임했던 콘라트 아데나워 총리에 의해 라인강의 기적이라는 경제성장을 이뤄내면서 물질적으로 풍부해졌다. 미국의 마셜 플랜으로 1951년에는 산업 생산과 수출량이 독일의 경제 상황은 갈수록 호전되었다. 반면 유럽의 정치 상황은 갈수록 악화되어 스페인은 프란시스코 프랑코의 장기 독재와 싸우고 북아일랜드는 반가톨릭 교도들에 대한 탄압에 저항했으며 체코슬로바키아에선 프라하의 봄 사건이 일어났다. 영국과 독일, 프랑스에서도 베트남 전쟁과 강압적인 교육 체제에 반발하는 크고 작은 시위가 잇따랐다.
또한 60년대 후반부터 제조업이 쇠퇴하면서 유럽은 경기 침체기를 경험한다. 경공업은 개발도상국의 추격을 받아 더 이상 경쟁이 불가능했고 석탄 산업과 철강 산업도 몰락했다. 직물, 광업, 제철업, 조선업 부문의 일자리가 줄어든 1967년부터 실업이 사회 문제로 떠올랐고 지역간의 불균형과 여성과 외국인 노동자들의 저임금 문제도 사회문제로 대두되었다. 전후의 베이비 붐으로 인해 인구가 폭발적으로 증가했는데, 독일의 대학생 수는 1950년 11만 명에서 1965년 25만 7천 명으로 2배 이상 증가했다. 고등교육 분야의 양적인 팽창과 더불어 질적 수준이 재고되어야 했으나 교육 시설은 낙후되었고 주입식 교수법, 불리한 유급제도와 같은 문제를 안고 있었다.

## 전개

### 대연정
1954년부터 1965년까지 알제리, 쿠바, 콩고에서 전쟁이 연이어 발발하고 매스컴이 이들의 투쟁과 제국주의 국가들의 만행을 고발했다. 특히 디엔비엔푸 전투에서 프랑스군이 패배한 뒤 통킹만 사건을 조작하여 북베트남 지역에서 네이팜탄 폭격을 행한 미국에 대한 매스컴 보도는 유럽의 젊은이들에게 충격을 안겼고 의식을 가진 젊은이들은 베트남 전쟁에 대해 문제 의식을 가지고 전쟁과 제국주의에 반대하는 투쟁을 전개하였다.
사회 경험이 없는 많은 학생들은 보다 이상적으로 현실을 비판했고 제국주의적 자본주의를 비판했다. 기성주의 만연한 권위주의를 비판하고 일상 생활에서는 물론 제도적 영역에서도 민주적 평등 관계를 요구했다. 히틀러 정권 아래에서 전쟁 시기에 유년기를 보냈거나 패전 후 태어난 세대는 기성세대들이 죄의 역사를 망각하고 경제적 이해관계만을 좇는 것에 대해 문제 의식을 가졌다. 비판적 전후 세대와 보수적 기성세대의 갈등은 1966년 독일 기독교민주연합, 바이에른 기독교사회연합, 독일 사회민주당 사이의 연정을 계기로 악화되었다.

### 프랑크푸르트 백화점 방화 사건

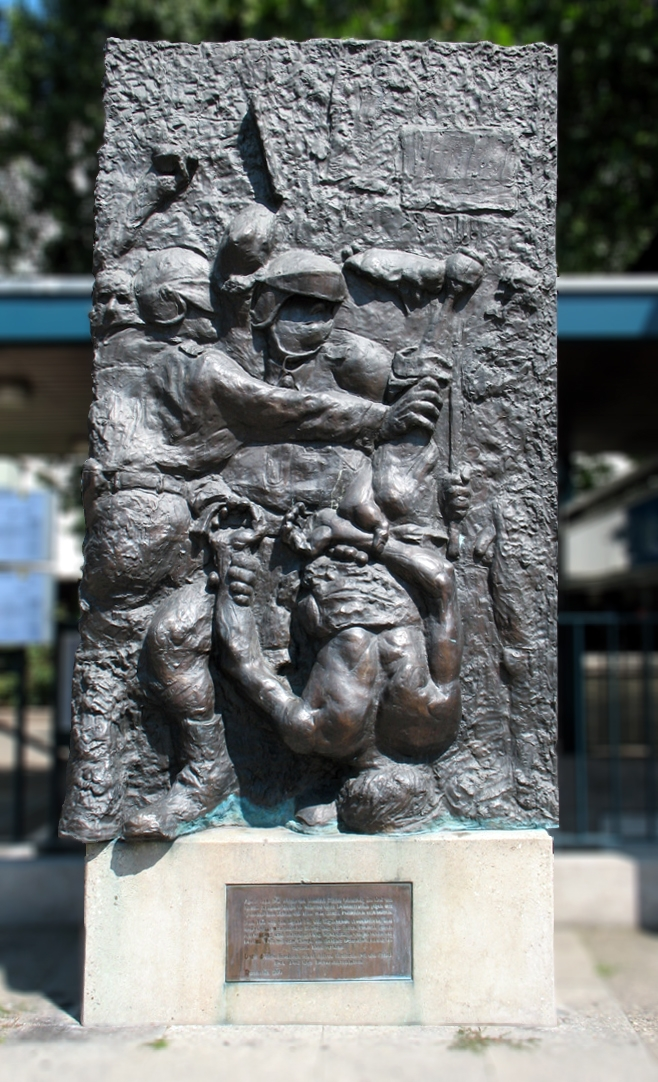
베노 오네조르크 추모비

학생들을 빨갱이로 몰아가는 우익적인 분위기와 학생 대표에 대한 암살 기도로 독일학생운동은 쟁점화되었다. 이런 가운데 독일사회주의학생연맹이 조직한 베트남 전쟁 반대 시위가 벌어졌다. 이란의 학생들과 지식인들을 탄압하고 이란의 경제 발전을 위해 선진국들이 지원한 20억 달러를 착복한 팔레비 2세의 독일 방문에 항의하는 시위가 서베를린에서 일어났다. 독일 정부는 시위를 원천적으로 봉쇄하고 시위대에 대한 발포 명령을 내려놓은 상황에서 베를린 대학교에서 로망스어문학과 독문학과에 재학 중이던 베노 오네조르크가 경찰의 발포로 사망하면서 이에 대한 격렬한 시위를 전개했고 이때부터 학생 대표 루디 두치케가 등장하게 된다.
1967년 6월 서독 정부는 경기 침체에 대해 국가가 경제에 적극적으로 개입한다는 《경제안정법》을 제정하려 하였다. 하지만 여당만으로는 의결정족수에 미치지 못해 야당을 끌어들여 대연정을 했고 야당의 모습에 실망한 대학생들과 지식인들은 이에 저항했다. 1968년 2월 17일과 2월 18일에 서베를린에서 국제 베트남 회의가 개최되면서 이러한 저항은 보다 구체화되었다. 2월 18일에 루디 두치케의 선전 아래 2만 명의 군중이 운집하여 로자 룩셈부르크, 호치민, 체 게바라의 초상화를 들고 베를린의 쿠어퓌르스텐담 거리에 집결했다. 슈프링어의 《빌트 차이퉁》을 비롯한 우익 언론들의 악의적인 왜곡 보도가 나오는 가운데, 1968년 2월 21일 쇠네베르크 구청 앞에서 친미관제 집회가 열려 많은 주민들이 친미 반공시위에 나섰다.
1968년 4월 2일 저널리스트였던 안드레아스 바더, 독문학도 군드룬 엔슬린, 영화배우 오르스트 죈라인과 대학생 토발드 프롤은 프랑크푸르트의 슈나이더 백화점과 카우프호프 백화점에 불을 질렀고 자본주의 체제 내의 선량한 소비자들이 광고나 선전에 오도된 맹목적 소비 사회의 피해자이며 그 책임이 소비 사히의 상징물인 백화점에 불을 지름으로써 소비 중심적 자본주의의 전복을 시도했다.

### 루디 두치케의 피습

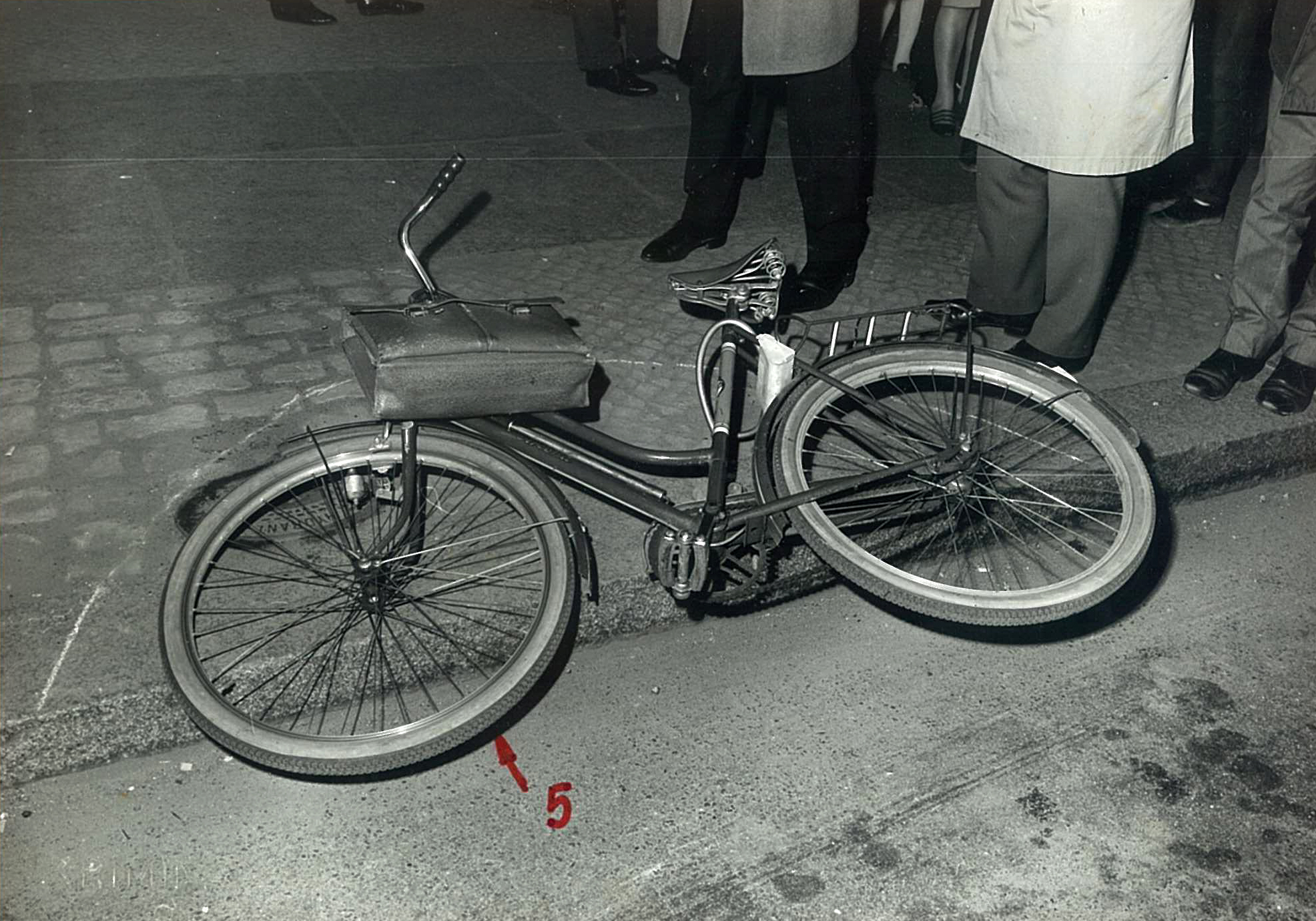
피습 당시 루디 두치케가 타고 있던 자전거

1968년 4월 11일 뮌헨 출신의 도장공이던 요제프 바흐만은 학생운동을 이끌던 두치케를 저격하여 뺨과 머리, 가슴에 생명이 위독할 정도의 총상을 입히게 된다. 암살 기도 후 체포된 바흐만은 사건 전부터 아돌프 히틀러의 《나의 투쟁》과 우익 신문인 《독일 민족신문》, 《빌트 차이퉁》을 주로 읽어왔던 바흐만은 두치케를 제거해야 할 공공의 적으로 확신했고 우익 언론이 결정적인 동기를 제공했던 것으로 보인다. 이 일을 계기로 독일의 학생운동이 시작되었다.
두치케가 피습을 당한 다음 날인 4월 12일 학생 시위대는 서베를린, 함부르크, 프랑크푸르트, 뮌헨, 에센, 하노버, 에스링엔의 슈프링어 사무실을 공격하여 슈프링어의 신문 공급을 차단했다. 서베를린에서는 철조망과 경찰 차단선으로 둘러싸인 슈프링어 본사의 빌딩을 향해 행진했고 경찰이 물대포를 발사하자 50여 명의 학생들은 경찰의 저지선을 뚫고 슈프링어 본사로 진입했다. 부활절 기간의 시위 중에 2명이 살해되었으며 4백 명이 부상당했고 1천 명이 체포되었다. 1968년 5월에는 사회 불안을 조장하는 사건에 대해 국가가 비상대권을 가진다는 《긴급조치법》이 사회민주당의 협조 아래 제정되면서 이를 확인한 6만여 명의 학생들과 진보 세력이 이에 항의하기 위해 시위에 참여했다.

### 긴급조치법
독일의 노동자들도 파업에 참여했지만 독일사회주의학생연맹의 제의를 노동계가 받아들이지 않았기 때문에 학생 운동에 대대적으로 동참하지 못했다. 프랑스에서는 5월 초에 시작되어 5월 말 또는 노동자들의 총파업이 종료된 6월 10일에 완료된 운동이었던 반면 독일에서는 노동계의 지원을 받지 못했기 때문에 정부의 변화나 시민들의 관심을 이끌어낼 수 없었다. 5월 이후에는 간헐적인 시위가 잇달았다. 11월 4일에는 서베를린의 테겔 거리에서 슈프링어 출판사에 대한 시위가, 12월 3일부터 이듬해 2월 15일까지는 프랑크푸르트 대학 학생들의 강의 거부 사태가 일어났다. 처음에는 긴급조치법에 반대하기 위해 모였던 대학생들은 권위주의 체제를 타파하고 이상적인 대학을 건설한다는 목표를 제안했다. 이들은 강의 거부, 수업 방해, 회의 방해, 시위 등을 조직적으로 전개했고 아헨 공과대학교, 보훔 루르 대학교, 본 대학교, 도르트문트 대학교, 에센 대학교, 프라이부르크 대학교 등 거의 모든 대학교들도 행동을 통일했다. 대학생들은 기초 학문에 대한 지원 확대, 교수의 동등한 지위 보장, 권위적인 교수법의 철폐, 새로운 해방 이론 연구의 확대, 실습 과목의 폐지 등을 요구했다.

### 지하 조직화와 적군파의 출현
하지만 결국 5월 30일 긴급조치법이 발효되면서 정부가 조직적인 시위를 금지하자 극좌 계열은 점차 지하 조직화되기 시작했다. 겉으로는 서독 정부가 1968년 9월 22일 독일 공산당의 창당을 허락하였으나 학생 운동 참가자들이 함께 살던 코뮌을 수색하는 등 재야 세력과 극좌파의 움직임에 대해서 감시했다. 한편 프랑크푸르트의 백화점을 방화하여 3년의 징역형에 처해진 안드레아스 바더와 울리케 마인호프가 1970년 출옥하여 무기, 자동차, 집, 자금을 조달하여 또 다른 폭력 투쟁을 전개할 목적으로 바더-마인호프를 결성한다. 안드레아스 바더는 다시 체포되어 모아비트 형무소에 수감되었다가 황달로 인해 테겔 형무소로 이감되었다. 그러던 중 울리케 마인호프는 《콘크레트》(konkret)라는 좌파 잡지의 편집장으로 텔레비전에 출연해 안드레아스 바더와의 공동 저술을 위해 사회문제연구소로 인도해줄 것을 요구했고 이틈을 타 안드레아스 바더를 탈옥시켰다. 학생이나 재야의 운동에서는 한계가 있으며 투장투쟁만이 사회 전복의 꿈을 실현해줄 것이라는 취지의 선언서를 작성함으로써 독일 적군파가 공식적으로 출범한다.

우리는 정치적이고 반문화적인 과정을 과소평가했고, 비합법적인 무장조직 외에 어떠한 정치·사회적 조직도 갖추지 못했다는 전략적 오류를 범했다. 우리는 해방을 위한 어떤 길도 제시할 수 없었다

1972년부터 베트남 전쟁에 대한 항의로 서독 내의 미국 군사시설을, 자본주의의 상징이라는 이유로 슈프링어 출판사를 공격했고 1975년에는 스웨덴 스톡홀름의 독일 대사관을 점거했다 1977년 가을에는 나치 친위대 출신의 전국경영인협회 회장이던 한스 마르틴 슐라이어를 납치했으며 법원이나 법조인에게도 테러를 가하며 나치즘과 파시즘이라는 청산되지 않은 역사에 대해 국가를 상대로 폭력 투쟁을 감행했던 것이다. 한편 적군파가 활발히 활동하던 1975년 독일 정부가 학생운동 전력자를 공직 채용에서 제외하기로 결정하고 1976년 6월에 반테러법을 연방 의회가 제정함으로써 극단주의자들의 행동 반경은 더욱 좁아졌다. 이러한 상황에서 70년대 말들어 독일학생운동에 참가했던 거의 대부분들이 이탈하고 소수만이 남은 조직으로 전락한 적군파는, 오른쪽과 같은 결론을 내리며 1998년 4월 21일 자진 해산했다.

## 영향

### 좌파 정당의 집권과 녹색당의 탄생

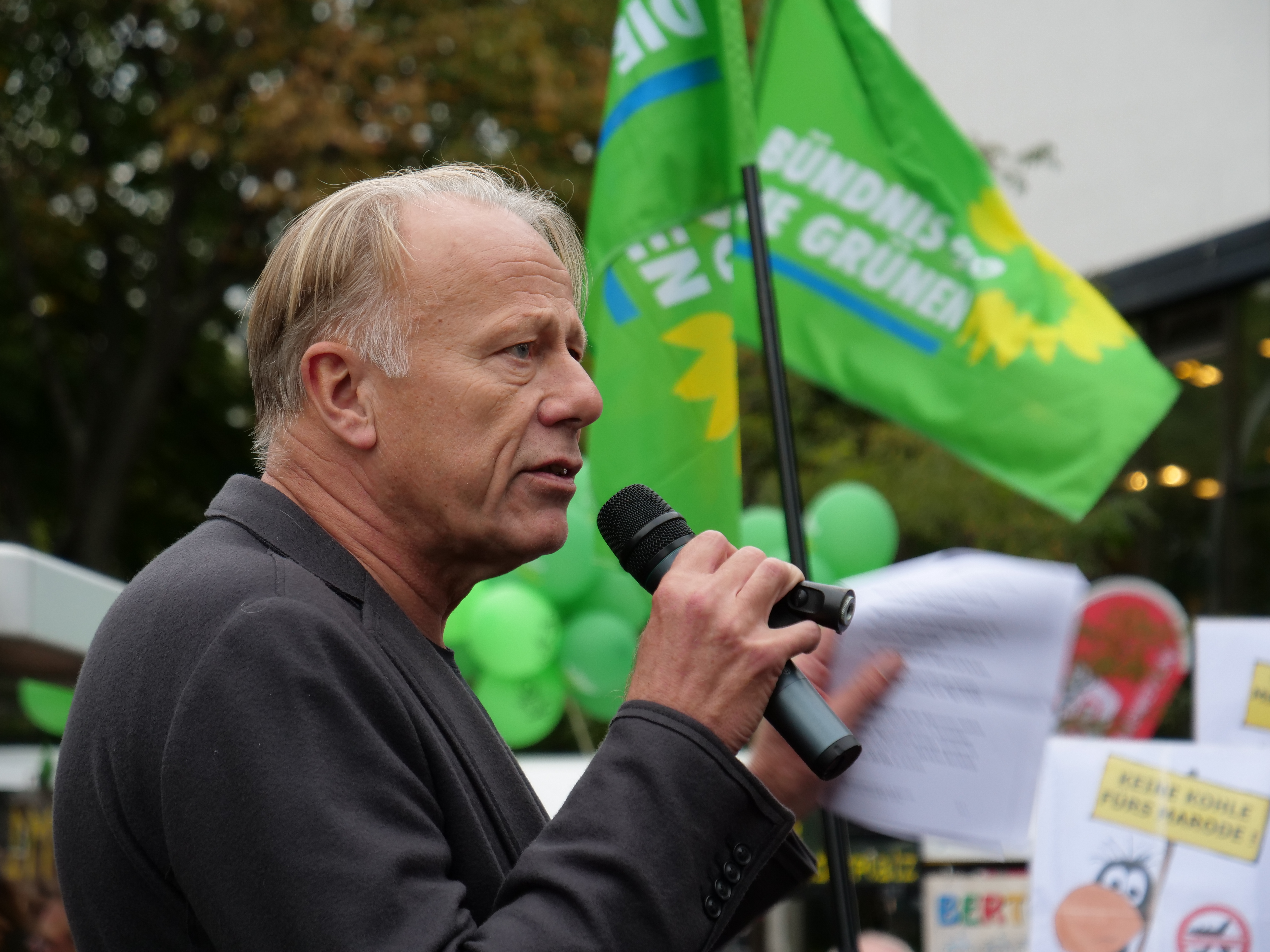
녹색당의 위르겐 트리틴

독일은 냉전체제 아래에서 반공주의를 악용하여 비판 세력의 이데올로기를 통제하는 수단으로 이용했고 독일 사회는 공산주의 이념이나 정당을 허용하지 않는 경직된 사회가 되었다고 평가된다. 좌파 계열의 사민당은 1959년 바트고메스베르크 전당 대회에서 마르크스주의적 사회민주주의를 버리고 노동자의 정당에서 국민의 정당이 되기로 의견을 모으면서 보수화되었고 이런 사민당은 1966년 보수 정당과 연정을 구성하게 된다. 국민들의 대대적인 반대에도 불구하고 기민련과 긴급조치법을 제정하고 1969년 자민당과 연정을 만들어 집권 정당이 되었다.
베트남 전쟁 반대 시위에 참여한 뒤 구속된 요슈카 피셔, 환경부 장관을 지냈던 위르겐 트리틴, 보건부 장관을 지낸 안드레아 피셔와 같은 독일학생운동 세대가 주축이 되어 1980년 독일 녹색당을 창당했고 보수 성향의 자연보호주의자들에서 반자본주의적 급진혁명세력으로 이뤄진 다양한 이념을 가진 정치세력으로 녹색당을 구성했던 많은 인물들이 정계로 진출하여 제도권 안에서 영향력을 행사하게 되었다.

### 나치 청산
사민당의 연정으로 국가 비상사태에 연방의회를 해산할 수 있는 긴급조치법이 통과되자 이를 개인의 자유를 제한하고 반대 세력을 원천적으로 제거하려는 의도가 있다고 본 좌파는 주요 인사의 나치 독일 시절 전력을 집중적으로 공격했다. 1960년 5월 아돌프 아이히만이 아르헨티나에서 이스라엘 정보 기관 모사드에게 납치되어 1962년 6월 1일 이스라엘에서 재판을 받고 처형되는 사건을 보고 독일인들은 이 재판 과정을 지켜보며 치욕의 역사와 윗세대가 저지른 만행을 반성했다. 잡지 《슈테른》은 1968년 2월 25일 나치 독일의 포로수용소 건설 계획에 서명했던 설계자가 기민련의 당대표인 하인리히 뤼브케라고 고발했고 학생들은 그의 사임을 요구했다. 그는 이를 반박하기 위해 텔레비전에 출연했지만 결국 자신이 서명자임을 인정하고 1969년 6월 30일 당대표직에서 사임했다.
재야 및 대학생들은 나치 청산을 위한 투쟁을 계속해서 전개했고, 1969년 집권에 성공한 사민당은 독일학생운동이 요구했던 나치 청산에 들어갔다. 아데나워 당시부터 나치 협력자들 중 남아 있던 인물들을 강제 퇴직시키고 나치 전범에 대한 공소시효를 폐지하는 법을 제정했다. 독일학생운동이 제기했던 나치 청산의 요구를 받아들인 것이다.

### 교육 개혁
국민학교를 뜻했던 폴크스슐레를 초등학교라는 뜻의 그룬트슐레로 바뀌었고 직업학교인 하우프트슐레나 통합학교인 게잠트슐레가 만들어지는 등 교육 개혁이 시행되었다. 9학년이나 10학년제가 도입되었고 학생들에 대한 체벌을 금지했으며 강의 형식에도 그룹별 강의, 대화 동아리, 조별 공동학습 등이 등장하는 등 변화가 있었다. 1970년대에는 인문계 학교인 김나지움과 하우프트슐레, 실업학교인 레알슐레를 묶은 대안적인 통합학교도 설립했다. 기존의 교육 제도가 초등학교 5학년부터 학생들의 진로를 확정하는 문제점을 가지고 있었고 학생들의 자율권을 최대한 보장한 것이다. 독일사회주의학생연맹이 제안한 일반 또는 공과, 사범대학의 구분이 없는 통합대학이 사민당이 집권하고 있던 헤센과 노르트라인베스트팔렌 주에 나타났다. 통합대학은 대학 입학시험인 아비투어의 응시권이 없는 실업계 고등학생들에게도 입학을 허용했고 적절한 학습 과정과 교수법을 개발했으며 학자와 교수자, 연구자가 유기적으로 교육과 연구를 수행한다는 기본 목표를 설정했다. 또한 비판대학을 베를린 자유 대학교 안에 설립하여 기존 대학이 추구해온 이론적, 이데올로기적 학문 기초가 해체되는 계기를 마련했다.

### 여성권 신장

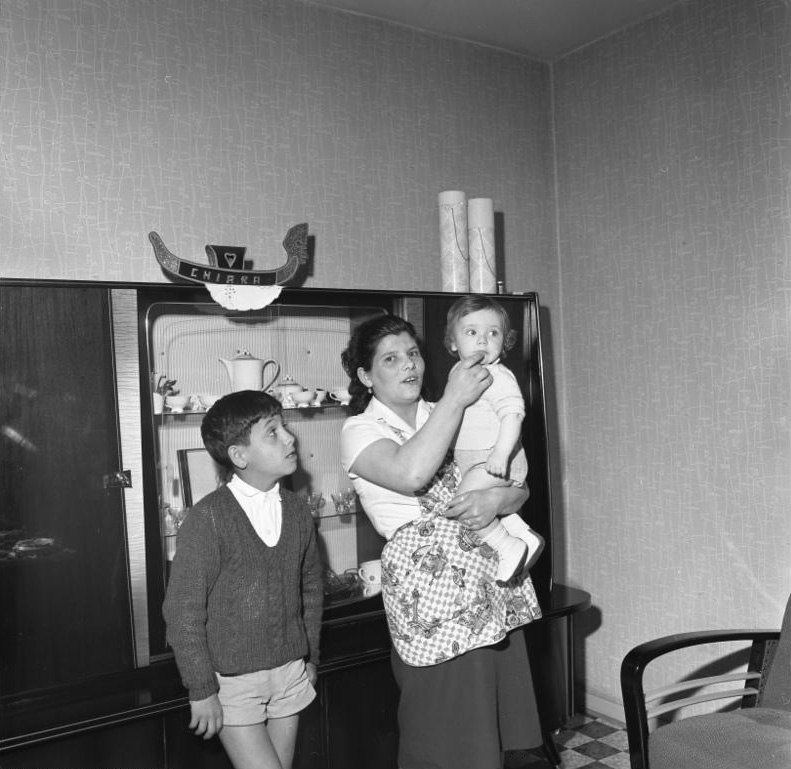
아이를 돌보는 독일 여성. 당시 여성의 노동은 아이 돌보기나 타자 등으로 제한되어 있었다.

독일의 헌법인 《독일연방공화국 기본법》에 명시된 것과는 다르게 서독 노동자의 30%를 차지하던 여성들이 남성과 동등한 대우를 받는 일은 극히 드물었다. 기술직이나 고위직에 종사할 수 있도록 하는 기본 훈련 및 실무 교육에서 배제되어 있던 여성들은 보수적이던 사회적 인식에서도 예외가 아니었다. 남성들이 기피하는 직종에서 일을 했으나 남성들보다 적은 임금을 받고 있었고 《민법》은 주부가 직업을 갖기 위해선 남편의 동의를 규정하는 등 남녀 불평등이 존재했다. 이는 1977년 민법 1356조가 부부가 각자 가계를 꾸릴 수 있고 주부도 직업을 가질 수 있다고 개정된 이후로 고쳐졌다. 독일학생운동은 주부와 직장인에서 벗어난 새로운 여성상을 추구하는 여성운동이 활성화되는 계기가 되었다.

### 노동권 신장
독일의 노동자들은 1956년부터 주 5일 근무를 비롯해 40시간 근무라는 근로시간의 단축을 위해 독일노동조합연맹의 <토요일에 아빠는 내 것>이라는 캠페인으로 투쟁했다. 프랑스와 달리 독일학생운동 참여에 소극적이었던 독일의 노동자들은 주 6일 동안 근무하고 주당 48.8시간을 직장에서 보내는 등 상대적으로 열악한 상황에서 근무했다. 그러나 독일학생운동 이후 사민당 정부에 의해 근로시간이 꾸준히 감소했고 열악한 노동조건은 개선되어갔다. 또한 노동조합 평의회와 근로자 문제를 위한 노동단체의 조직을 허용했고 1969년 9월 파업부터 이 조직들이 노동운동을 전개하게 되었다. 정부는 1972년 공동결정법을 노동자들의 반대로 1976년 3월 18일 새로운 《공동결정법》으로 보완하는 등 노동자의 권익을 확대해가는 성과를 거두게 되었다.

## 참고자료
- 오제명 (2006년 1월 25일). 《68혁명: 세계를 바꾼 문화혁명》.

## 같이 보기
- 1960년대 반문화
- 프랑스의 68운동